# Phalacrus dieckmanni
Phalacrus dieckmanni är en skalbaggsart som beskrevs av Vogt 1967. Phalacrus dieckmanni ingår i släktet Phalacrus, och familjen sotsvampbaggar. Arten är reproducerande i Sverige.